# Ministerio de Planificación del Desarrollo (España)
El Ministerio de Planificación del Desarrollo, también llamado Comisaría del Plan de DesarroIlo Económico y Social, fue un departamento ministerial del Gobierno de España que existió entre 1962 y 1976. Este organismo se encargó de diseñar, impulsar y supervisar los planes de desarrollo del franquismo.

## Historia

### Orígenes: Comisaría
Los orígenes de este departamento se encuentran en la Comisaría del Plan de Desarrollo Económico que se estableció en la Presidencia del Gobierno por Decreto 94/1962, de 1 de febrero. Este organismo, cuyo titular tenía rango de subsecretario, tenía la misión de elaborar y vigilar la implementación de los planes de desarrollo. Para el ejercicio de sus funciones, se le transfirió la Secretaría General para la Ordenación Económico-Social, con rango de Dirección General, que desde 1946 existía en la Presidencia. Asimismo, se establecieron tres subcomisarios, con la categoría de directores generales.
En 1965, su titular, Laureano López Rodó, fue elevado a la categoría de ministro sin cartera.

### Rango ministerial
Ya en el año 1973, por Ley 15/1973, de 11 de junio, la Comisaría del Plan de DesarroIlo Económico y Social se transformó definitivamente en departamento ministerial bajo la denominación de Ministerio de Planificación del Desarrollo. Ya como ministerio, desaparecieron los subcomisarios, que fueron sustituidos por las direcciones generales de Planificación Económica, de Planificación Social y de Planificación Territorial. Asimismo, se estableció una Dirección General de Vigilancia del Plan y se le dotó de los órganos comunes al resto de ministerios: una Subsecretaría y una Secretaría General Técnica. Por último, se le transfirieron desde la Presidencia las direcciones generales del Instituto Nacional de Estadística e Instituto Geográfico y Catastral.
Tras la muerte del dictador a finales de 1975, al año siguiente el presidente del Gobierno, Carlos Arias Navarro, suprimió el ministerio, distribuyendo sus funciones entre los diferentes miembros del Gobierno.

## Ministros
| Imagen                                                                                               | Nombre (Nac.–Fall..)                 | Mandato                 | Mandato                 | Mandato            | Presidente del Gobierno          | Jefe del Estado              | Ref.          |
| Imagen                                                                                               | Nombre (Nac.–Fall..)                 | Nombramiento            | Cese                    | Duración           | Presidente del Gobierno          | Jefe del Estado              | Ref.          |
| --- | ------------------------------------ | ----------------------- | ----------------------- | ------------------ | -------------------------------- | ---------------------------- | ------------- |
| Comisario del Plan de Desarrollo (1962-1965) / Ministro-Comisario del Plan de Desarrollo (1965-1973) |                                      |                         |                         |                    |                                  |                              |               |
| | Laureano López Rodó (1920-2000)      | 1 de febrero de 1962    | 11 de junio de 1973     | 11 años y 120 días | Francisco Franco (1939-1973)     | Francisco Franco (1939-1973) | [ 9 ]         |
| Ministro de Planificación del Desarrollo (1973-1975)                                                 |                                      |                         |                         |                    |                                  |                              |               |
| | Cruz Martínez Esteruelas (1932-2000) | 11 de junio de 1973     | 3 de enero de 1974      | 206 días           | Luis Carrero Blanco (1973)†      | Francisco Franco (1939-1975) | [ 10 ]        |
| | Joaquín Gutiérrez Cano (1920-2009)   | 3 de enero de 1974      | 11 de diciembre de 1975 | 1 año y 342 días   | Carlos Arias Navarro (1973-1976) | Francisco Franco (1939-1975) | [ 11 ] [ 12 ] |
| | Alfonso Osorio García (1923-2018)    | 11 de diciembre de 1975 | 6 de febrero de 1976    | 57 días            | Carlos Arias Navarro (1973-1976) | Juan Carlos I (1975-2014)    | [ 13 ]        |